# Ramona Treyer
Ramona Treyer (* 28. August 1979) ist eine ehemalige deutsche Fußballspielerin, die zuletzt für den TSV Crailsheim aktiv gewesen ist.

## Karriere
Ramona Treyer begann in der Fußballabteilung des VfB Mickhausen im gleichnamigen Ort im Landkreis Augsburg mit dem Fußballspielen. Danach war sie in der Fußballabteilung des TSV Walkertshofen aktiv, bevor sie in die Jugendabteilung des TSV Schwaben Augsburg und später in die des VfL Sindelfingen wechselte.
Dem Jugendalter entwachsen gelangte sie zur Saison 2000/01 zum Bundesligisten FC Bayern München für den sie am 12. November 2000 (4. Spieltag) bei der 0:5-Niederlage im Auswärtsspiel gegen den 1. FFC Frankfurt mit Einwechslung in der 80. Minute ihr einziges Bundesligaspiel für die Bayern bestritt. Danach war sie von 2001 bis 2003 beim 1. FC Nürnberg in der Regionalliga Süd aktiv.
Ab der Saison 2003/04 – noch in der zweitklassigen Regionalliga – spielte sie für den TSV Crailsheim, mit dem sie in der Saison 2004/05 und nach einem zwischenzeitlichen Abstieg erneut von 2006 bis 2009 in der Bundesliga und von 2009 bis 2017 in der 2. Bundesliga aktiv war. Ihr erstes Bundesligator erzielte sie am 5. September 2004 (1. Spieltag) mit dem 1:0-Siegtreffer im Heimspiel gegen den Hamburger SV. Nachdem sie am Saisonende 2015/16 ihre aktive Fußballerkarriere beendet hatte, stellte sie sich auf Bitten der Vereinsführung noch einmal in den Dienst der Mannschaft um sie aufgrund der angespannten Personallage zu unterstützen. In der Saison 2016/17 bestritt sie sechs Punktspiele, wobei sie ihr letztes am 14. Mai 2017 (21. Spieltag), beim 3:2-Sieg im Auswärtsspiel gegen den SV 67 Weinberg – mit Einwechslung für Luisa Scheidel in der 72. Minute – absolvierte. Am Saisonende stand der Abstieg des Vereins fest; Treyer bestritt zuletzt für die Zweite Mannschaft des TSV Crailsheim in der Saison 2016/17 ein und in der Saison 2017/18 drei Punktspiele, in denen ihr ein Tor gelang.
Von 2004 bis 2017 bestritt sie 85 Erst- und 137 Zweitligaspiele, in denen sie sechs bzw. zwölf Tore erzielte.

## Erfolge
- Meister Regionalliga Süd 2004 (mit dem TSV Crailsheim)
- Meister 2. Bundesliga Süd 2006 (mit dem TSV Crailsheim)
- Aufstieg in die Bundesliga 2004 und 2006 (mit dem TSV Crailsheim)

## Sonstiges
Ramona Treyer absolvierte eine Ausbildung zur Medizinischen Fachangestellten im Fachbereich Orthopädie und ist als Angestellte für die in Crailsheim ansässige Sanitätshaus Siegel GmbH im Außendienst tätig. Seit 2022 ist sie mit der früheren Fußballerin Patricia Hanebeck verheiratet.